# Giovanni Antonio Faldoni
Giovanni Antonio Faldoni (24. dubna 1689 – asi 1770) byl italský malíř a rytec.

## Životopis
Narodil se v obci Asolo v  provincii Treviso. Jeho otcem byl malíř Girolamo Faldoni a jeho bratr Francesco Faldoni, který pracoval jako rytec. Během svého života působil v Benátkách. Vyučil se u krajináře jménem Antonio Luciani, u vlámského rytce Aegidia Sadelera a u francouzského rytce Clauda Mellana. Vytvořil sérii portrétů benátských dóžů a prokurátorů svatého Marka. Pro Antona Maria Zanettiho staršího vytvořil řadu obrazů, portrétů a bust římských císařů.
Faldoniho žákem byl Marco Alvise Pitteri.
V roce 1765 byl z Benátek vyhoštěn. Později pobýval v Římě. Přesné datum jeho smrti a místo, kde zesnul, nejsou známy.

## Galerie

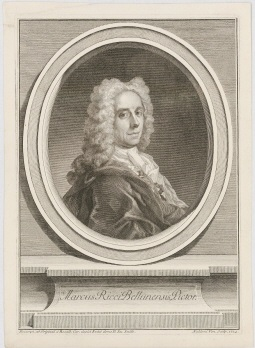
Portrét Marca Ricciho, 1724
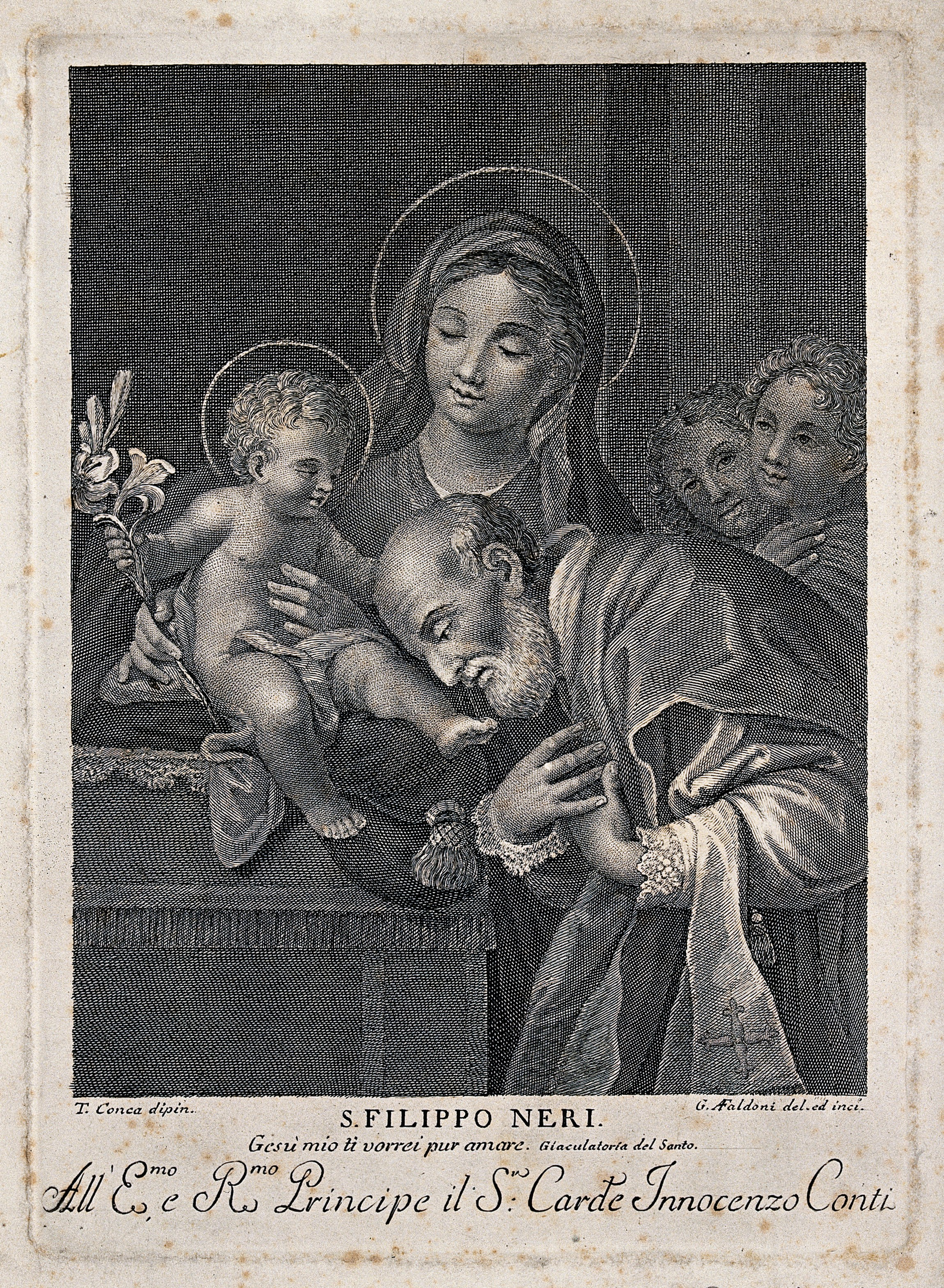
Svatý Filip Neri (podle obrazu Tommaso Conci)
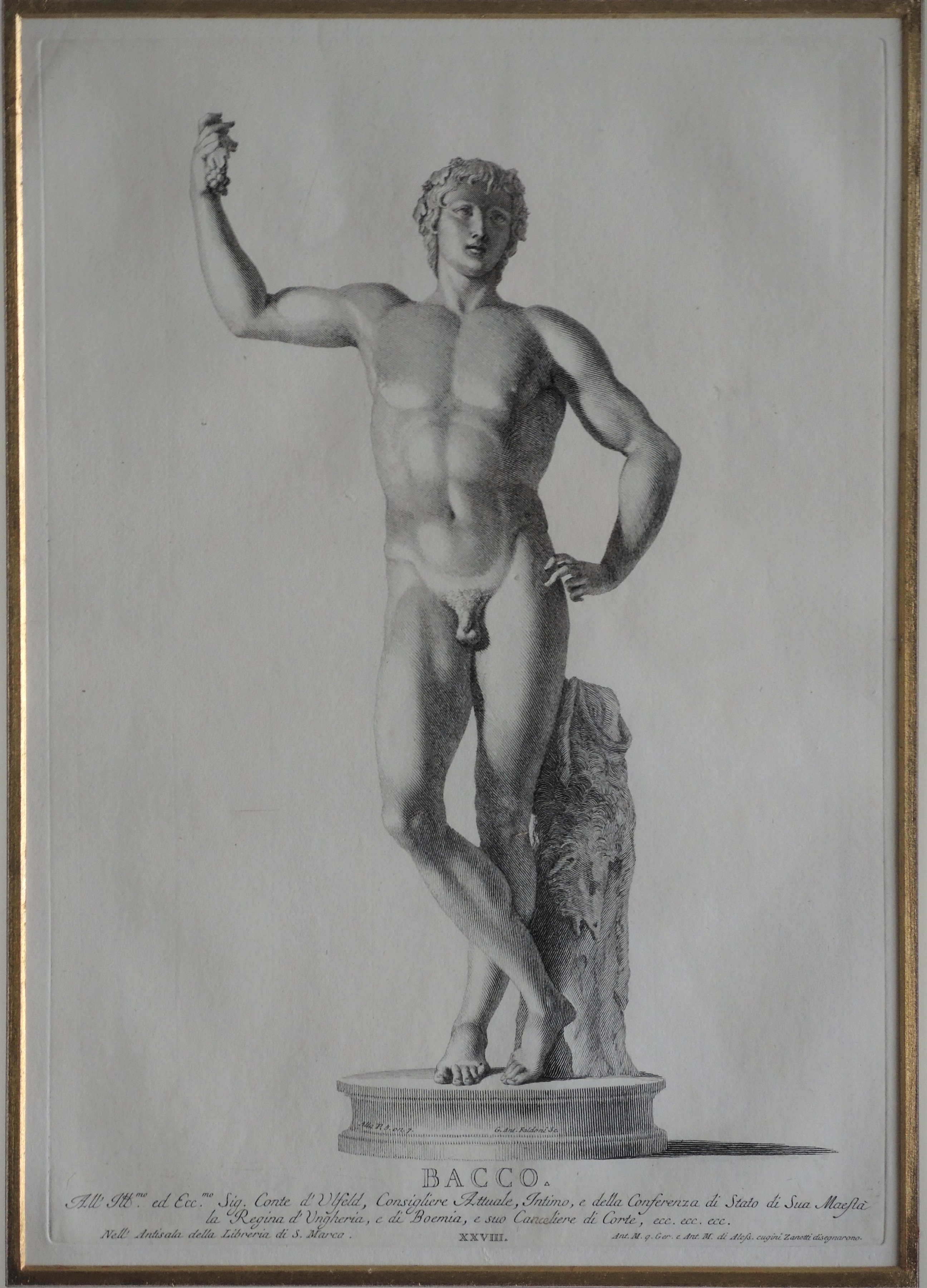
Bakchus, 1740
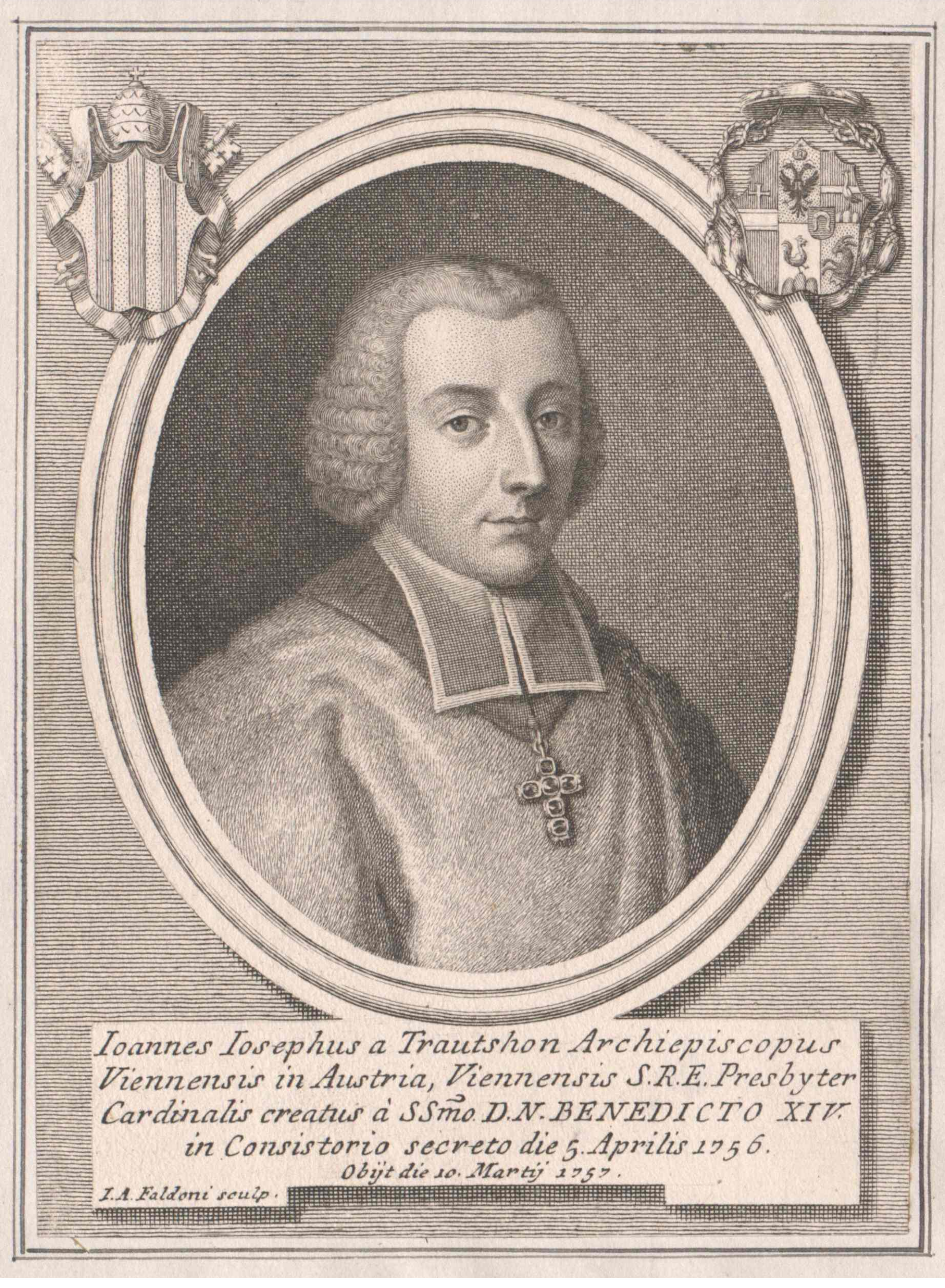
Jan Josef z Trautsonu